# Peucedanum strictum
Peucedanum strictum är en flockblommig växtart som först beskrevs av Spreng., och fick sitt nu gällande namn av Brian Laurence Burtt. Peucedanum strictum ingår i släktet siljor, och familjen flockblommiga växter. Inga underarter finns listade i Catalogue of Life.